# Fri proces
At få fri proces betyder at en borger kan føre en retssag uden omkostninger. Det er staten der yder økonomisk bistand med henblik på at sikre adgang til domstolene. Formålet med fri proces er således at give personer med mindre gode økonomiske forhold mulighed for at gennemføre en retssag. 
Betingelserne for fri proces vedrører sagens art, ansøgerens økonomiske forhold og et krav om, at ansøgeren skal have rimelig grund til at føre proces. Det er efter retsplejelovens § 330 blandt andet en betingelse for fri proces, at ansøgeren ikke uden at lide væsentlige afsavn kan betale de omkostninger, der er forbundet med sagen.
For at kunne opnå fri proces, må en enlig ansøgers indtægtsgrundlag ikke overstige 322.000 kr i året 2016. Beløbet er 409.000 kr fsva. folk i ægteskab eller andet samlivsforhold. Grænsen hæves med 56.000 kr for hvert barn, herunder stedbørn og plejebørn, under 18 år, som enten bor hos ansøgeren eller i overvejende grad forsørges af denne.

## Behandling af fri proces
I sager omfattet af retsplejeloven § 327 er det domstolene, der behandler sager om fri proces. Det drejer sig for eksempel om sager i 1. instans om ægteskab, ægtefælleskifte, forældremyndighed og barnets bopæl. Civilstyrelsen behandler dog sager om fri proces, hvor ansøger er sagsøger i en sag om ændring af en aftale eller dom efter § 14 eller § 17, stk. 2 i forældreansvarsloven, jfr. lovbekendtgørelse nr. 1073 af 20. november 2012. Domstolene behandler endvidere sager i 1. instans, hvor ansøgerens krav allerede er fastslået i advokatnævnet, et huslejenævn, beboerklagenævn eller et centralt statsligt klagenævn med undtagelse af forbrugerklagenævnet.
I andre sager er det civilstyrelsen, der behandler ansøgninger om fri proces efter retsplejelovens § 328. Det er her en betingelse for at meddele fri proces, at ansøgeren opfylder de økonomiske betingelser, og at ansøgeren skønnes at have rimelig grund til at føre proces.